# Моро де Тур, Жак Жозеф
Жак Жозеф Моро де Тур (фр. Jacques-Joseph Moreau de Tours; 3 июня 1804 — 26 июня 1884) — французский психиатр, один из основателей клинической психофармакологии.

## Жизнь и творчество
Учился в Туре у Пьера Фиделя Бретонно (впоследствии женившегося на племяннице Моро Софии, которая работала у него секретаршей, что вызвало скандал, поскольку разница в возрасте между супругами составляла 60 лет). В 1826 г. отправился для продолжения образования в Париж к Жану Эскиролю. В 1830 г. защитил диссертацию, после чего отправился сопровождать одного из пациентов своего наставника в путешествии с психотерапевтическими целями по Италии и Швейцарии. В 1836 г. по предложению того же пациента предпринял вместе с ним второе путешествие, охватившее Египет, Палестину, Сирию и Малую Азию. В 1843 г. был одним из основателей журнала «fr:Annales médico-psychologiques», продолжающего выходить по сей день. С 1861 г. и до конца своих дней работал в знаменитой парижской психиатрической лечебнице Сальпетриер.
Автор гипотезы о биохимической природе психических расстройств и оригинальной методики изучения психических болезней с помощью «искусственного безумия». «Чтобы понять обычную депрессию, — утверждал Моро, — необходимо пережить депрессию; чтобы постичь бред сумасшедшего, нужно начать бредить самому, но не теряя осознания своего безумия, не теряя способности оценивать психические изменения, происходящие в мозгу».
Для «погружений в безумие» Моро использовал гашиш. Он начал испытывать этот препарат на себе с 1840 г. и опытным путём рассчитал дозировку, необходимую для создания «состояния сновидения», которое, как он считал, наиболее приближено к настоящему безумию. С 1844 г. он давал гашиш добровольцам, среди которых преобладали писатели, художники и прочие представители парижской богемы (см. «Клуб Ассасинов»). Итоги исследования были описаны в нескольких работах, наиболее известной из которых является «Гашиш и душевные болезни» (фр. «Du Hachich et de l’Aliénation Mentale», 1845). Пропагандировал медицинское применение опиатов в лечении психических расстройств: «Опиаты (опиум, дурман, белладонна, белена, волчий корень и т. д.) являются превосходным средством подавления постоянного возбуждения у маньяков и периодических приступов ярости у мономанов».
Гипотезы и методики Моро де Тура произвели большое впечатление на современников, однако не приобрели популярности в медицинских кругах. Их научное применение стало возможным лишь начиная с 1960-х годов, с изобретением синтетических психотропных препаратов и современных методов биохимического анализа.